# 鱸魚號潛艇 (SSK-2)
鱸魚號潛艇（SSK-2/SS-551）是一艘梭魚級潛艇，是第二艘以「鱸魚」（Bass）——一種多刺的食用魚——為名的美國海軍艦艇。她的原名是「K-2」（SSK-2）。
鱸魚號在馬雷島海軍造船廠安放龍骨，並於1951年5月2日下水（當時艦名為「K-2」），由已故卡萊恩艦長的妻子——約翰．J．卡萊恩夫人贊助；1951年11月16日，該艦展開服役，海軍少校D.E. 賓廷擔任艦長。
美國海軍的三艘獵艇潛艇（SSK）（參見美國海軍通用艦船分類符號）——「梭魚」（SSK-1）、「鱸魚」（SSK-2）和「狐鰹」（SSK-3），都配備了巨型的BQR-4艦首聲納陣列；這是「嘉陽計劃」（Project Kayo）——一項有關使用艦首低頻被動聲納陣列的實驗計劃。當面對使用通氣管的敵潛艇時，潛艇只要實行靜音潛航，這些聲納陣列將提供一個比以往大為改進的聲納偵搜範圍。這些SSK潛艇航速低，而且又需定期上浮到潛望鏡深度使用通氣管，反潛戰（ASW）能力因而受到不小的限制；但她們所帶來的先進聲納技術，對後來的核潛艇來說意義重大。美軍相信蘇聯海軍會以納粹德國的XXI級潛艇為基礎，建設一支龐大的潛艇部隊；而梭魚級潛艇在發展過程中，因而被視為對抗蘇聯潛艇的原型艦，以備後來大量生產之用。
K-2在1952年5月23日抵達珍珠港，加入第72潛艇部隊。由於她是新型潛艇，K-2進行了一些評估任務，好了解她的能力和限制。1953年1月，為了安裝一些額外的設備，該艦被嚴密地封存於珍珠港海軍造船廠。1953年6月，她重新執行任務，並和其他艦隊單位一起進行戰術演練和協調作業。
1955年1月，「K-2」回到馬雷島海軍造船廠進行翻修。其後「K-2」駛到墨西哥的馬薩特蘭，其後回珍珠港。同年12月15日，「K-2」改名為「鱸魚」，並在珍珠港外活動直到1957年6月。該月26日，鱸魚號回到美國並在西岸服役直到同年10月1日被封存為止。1958年，蘇聯的核潛艇取代其常規動力潛艇，成為新的威脅，常規動力獵艇潛艇（SSK）功成身退；1959年8月15日，鱸魚號的舷號改為「SS-551」。

## 結局
鱸魚號於1965年從美國海軍艦船名冊上除名，並於1966年11月17日拆解出售。